# 王钰栋
王钰栋（2006年11月23日—），浙江奉化（今浙江省宁波市奉化区）人，中华人民共和国足球運動員，現效力中超球隊浙江职业足球俱乐部，中国国家男子足球队成员。

## 早年经历
王钰栋出生于浙江省奉化市一个商人家庭，其父王孟义长期在深圳经商，故此王钰栋成长于深圳。王孟义自己喜欢足球，为了自己踢球和让儿子更好地练球，王孟义和朋友一起成立了深圳铁牛足球俱乐部，租下场地改建为足球场。但王孟义认为将来要回到家乡宁波生活，并未选择让王钰栋在深圳足协注册。王钰栋展现天赋后被父亲推荐给了深圳东方小学的足球教练张春辉。
2015年，王钰栋在宁波体育运动学校注册。在宁波、台州政府部门协调下，他先后就读于台州市学院路小学、宁波姜山实验中学、台州市椒江区第五中学、宁波市奉化区第二中学。2017年4月，10岁的王钰栋跟着上海申蕊足球俱乐部参加第18届意大利国际米兰杯，获得第三名。2018年6月，王钰栋加入台州鸵鸟足球俱乐部精英队，并跟随台州鸵鸟、宁波体校参加国内国际各类青年赛事。同年8月，他代表宁波参加第16届浙江省运动会，获得男足丙组第四名。2021年初，王钰栋开始跟随浙江绿城梯队训练，但因交易金额不定，台州鸵鸟与浙江绿城未能达成一致。在此期间，除了国家队比赛，王钰栋还参加了2020年浙江省足球冠军赛、2021年宁波市足球超级联赛等省内赛事。
2023年初，经多方长达2年的努力，王钰栋正式加入浙江职业足球俱乐部，成为职业球员。2024年，王钰栋代表浙江参加青少年三大球运动会，首战绝杀湖南队，并带领浙江队小组赛全胜出线。王钰栋18岁生日当天，浙江队8强赛迎战山东队，王钰栋两次中柱，浙江队被淘汰。这场失利让他非常不甘。

## 职业生涯

### 浙江
2023年7月20日，王钰栋正式加盟浙江职业足球俱乐部成年队，签订职业合同。7月25日，中国足协杯1/8决赛，王钰栋替补登场，上演一线队首秀。8月26日，中超第24轮，王钰栋第84分钟替补登场上演中超首秀，刷新浙江队最年轻联赛出场纪录。9月20日，亚冠小组赛H组第一轮，王钰栋第83分钟替补登场，上演亚冠首秀。
2024年2月，王钰栋获得2023中国金球奖中国金童奖（U17）。11月28日，亚冠二级联赛F组第5轮，王钰栋助攻埃弗拉破门，并接李提香助攻破门，获职业俱乐部生涯及成年职业比赛首球，助浙江4-2击败狮城水手。
2025年2月，王钰栋与浙江续约至2029赛季。3月28日，中超第三轮，第25分钟王钰栋造乌龙，接着第45+1分钟趟过邵镤亮后轻松推射空门，收获中超首球，帮助浙江队4-0击败武汉三镇。4月16日，中超第七轮，王钰栋在第17分钟单刀帮助球队率先破门，收获职业生涯首个主场进球，帮助浙江2-2战平梅州客家。

## 国家队生涯

### 青少年队经历
王钰栋于2018年进入中国足协“06精英训练营”，2019年首次入选国字号集训队，入选当时的U12集训队。随后在U14级别担任球队队长并在2021年时加入U16训练营。2022年，王钰栋正式入选国少队，参加同年的U17亚洲杯预选赛。他于预选赛3场比赛射入8球并帮助国少队晋级U17亚洲杯正赛。
2023年6月3日，王钰栋正式入选2023年亞足聯U-17亞洲盃中国队大名单。在杯赛期间对阵澳大利亚U17国家队的比赛中梅开二度。并与塔吉克斯坦U17国家队的比赛中再次射入一球。
2023年12月26日，17岁的王钰栋在对阵马来西亚的友谊赛中首次代表中国U23国家队出场。 三个月后的2024年4月5日，他入选了中国U23国家队，参加2024年亞足聯U-23亞洲盃。

### 成年队经历
2025年2月28日，王钰栋首次入选中国国家足球队，参加对阵沙特阿拉伯和澳大利亚的两场2026年世界杯预选赛亚洲第三阶段比赛。2025年3月25日，王钰栋首次代表中国国家队出场，在第66分钟替补谢文能出场，最终中国队主场0-2不敌澳大利亚队。2025年6月10日对阵巴林的比赛中，王钰栋首发踢满全场，在伤停补时阶段罚入一粒点球，收獲成年國家隊首粒進球，最终中国队1-0获胜。

## 生涯数据

### 俱乐部
最後更新：2025-06-25
| 球队     | 赛季     | 联赛     | 联赛 | 联赛 | 杯赛 | 杯赛 | 洲际比赛 | 洲际比赛 | 数据 | 数据 | 总计 | 总计 |
| 球队     | 赛季     | 级别     | 出场 | 进球 | 出场 | 进球 | 出场     | 进球     | 出场 | 进球 | 出场 | 进球 |
| -------- | -------- | -------- | ---- | ---- | ---- | ---- | -------- | -------- | ---- | ---- | ---- | ---- |
| 浙江     | 2023     | 中超     | 4    | 0    | 1    | 0    | 3        | 0        | –    | –    | 8    | 0    |
| 浙江     | 2024     | 中超     | 11   | 0    | 2    | 0    | 6        | 1        | –    | –    | 19   | 1    |
| 浙江     | 2025     | 中超     | 15   | 9    | 2    | 1    | –        | –        | –    | –    | 16   | 10   |
| 浙江     | 总计     | 总计     | 30   | 9    | 5    | 1    | 9        | 1        | 0    | 0    | 44   | 11   |
| 生涯总计 | 生涯总计 | 生涯总计 | 30   | 9    | 5    | 1    | 9        | 1        | 0    | 0    | 44   | 11   |

1. ↑  亚冠精英联赛
2. ↑  亚冠二级联赛

### 国家队
最後更新：2025-06-10
| 国家 | 年份 | 出场 | 进球 |
| ---- | ---- | ---- | ---- |
| 中国 | 2025 | 3    | 1    |
| 总计 | 总计 | 3    | 1    |

## 榮譽

### 浙江队
- 中国青少年足球联赛男子U17组：2023

### 個人
- 中國金童獎U17：2023

## 外部連結
- 王钰栋在Transfermarkt上的资料
- Soccerway資料庫：王钰栋